# Ісаково (Цілинний округ)
Іса́ково (рос. Исаково) — присілок у складі Цілинного округу Курганської області, Росія.
Населення — 11 осіб (2010, 96 у 2002).
Національний склад станом на 2002 рік:
- росіяни — 48 %